# Allorhizobium
Allorhizobium ist eine Gattung gramnegativer Bodenbakterien.
Einige Allorhizobium-Arten leben in einer stickstofffixierende Endosymbiose in den Wurzeln von Leguminosen, während von anderen bekannt ist, dass sie Kronengallen oder andere Pflanzenkrankheiten verursachen.

## Systematik
Nach der List of Prokaryotic names with Standing in Nomenclature (LPSN) ist die Taxonomie der Gattung mit Stand 7. Januar 2024 wie folgt:
Familie Rhizobiaceae Conn 1938
- Gattung Allorhizobium de Lajudie et al. 1998[1]
Gattung [Xaviernesmea Kuzmanović et al. 2022,
Gattung „Affinirhizobium“ Ma et al. 2023]
  - Spezies Allorhizobium ampelinum Kuzmanović et al. 2022 [Allorhizobium vitis_A (GTDB)]
  - Spezies Allorhizobium borbori (Zhang et al. 2011)  Mousavi et al. 2016[A. 1]
  - Spezies Allorhizobium oryzae (Peng et al. 2008) Mousavi et al. 2016 [Xaviernesmea oryzae (Peng et al. 2008) Kuzmanović et al. 2022, Pararhizobium oryzae (GTDB)]
  - Spezies Allorhizobium oryziradicis (Zhao et al. 2017) Lin et al. 2020 [„Allorhizobium oryziradicis“ (Zhao et al. 2017) Hoerdt et al. 2020, Rhizobium oryziradicis Zhao et al. 2017 (NCBI)]
  - Spezies Allorhizobium pseudoryzae (Zhang et al. 2011) Mousavi et al. 2016
  - Spezies Allorhizobium sonneratiae Li et al. 2023 [Allorhizobium sp023700755 (GTDB)]
  - Spezies Allorhizobium taibaishanense (Yao et al. 2012) Hördt et al. 2020 [„Allorhizobium taibaishanense“ (Yao et al. 2012) Mousavi et al. 2015]
  - Spezies Allorhizobium terrae Lin et al. 2020
  - Spezies Allorhizobium undicola de Lajudie et al. 1998 (Typus)[1]
  - Spezies Allorhizobium vitis (Ophel & Kerr 1990) Mousavi et al. 2016 [„Allorhizobium vitis“ Brenner et al. 2005]

Mögliche weitere Mitglieder der Gattung nach der Taxonomie des National Center for Biotechnology Information (NCBI):
- Spezies Allorhizobium sp. 7A-195
- Spezies Allorhizobium sp. Av2
- Spezies Allorhizobium sp. CTOTU49807
- Spezies Allorhizobium sp. CTOTU50464

Nach der Genome Taxonomy Database (GTDB) gehören folgende bisher anderen Gattungen zugeordnete Spezies zu Allorhizobium:
- Spezies Allorhizobium albertimagni [Agrobacterium albertimagni] (mit Stamm AOL15)
- Spezies Allorhizobium cremeum [Rhizobium cremeum] (mit Stamm W16)
- Spezies Allorhizobium daejeonense [Rhizobium daejeonense] (mit Stamm L61)
- Spezies Allorhizobium desertarenae [Peteryoungia desertarenae] (mit Stamm ADMK78)
- Spezies Allorhizobium ferrooxidans [Ciceribacter ferrooxidans] (mit Stamm F8825)
- Spezies Allorhizobium glycinendophyticum [Rhizobium glycinendophyticum] (mit Stamm CL12)
- Spezies Allorhizobium halophytocola [Rhizobium halophytocola] (mit Stamm DSM 21600)
- Spezies Allorhizobium ipomoeae [Peteryoungia ipomoeae] (mit Stamm shin9-1)
- Spezies Allorhizobium lividum [Ciceribacter lividus] (mit Stamm DSM 25528)
- Spezies Allorhizobium naphthalenivorans [Ciceribacter naphthalenivorans] (mit Stamm NBRC 107585)
- Spezies Allorhizobium naphthalenivorans_A [Ciceribacter naphthalenivorans] (mit Stämmen T2.26MG-112.21 und T2.30D-1.1)
- Spezies Allorhizobium rhizophilum [Rhizobium rhizophilum] (mit Stamm 7209-2)
- Spezies Allorhizobium rosettiformans [Rhizobium rosettiformans W3] (mit Stamm W3)
- Spezies Allorhizobium selenitireducens [Ciceribacter selenitireducens ATCC BAA-1503] (mit Stamm ATCC BAA-1503)
- Spezies Allorhizobium thiooxidans [Ciceribacter thiooxidans] (mit Stamm F43B)
- Spezies Allorhizobium wuzhouense [Rhizobium wuzhouense] (mit Stamm W44)

Verschiebungen nach der LPSN:
- Spezies „Allorhizobium paknamense“ (Kittiwongwattana & Thawai 2013) Mousavi et al. 2015 → Rhizobium paknamense Kittiwongwattana & Thawai 2013

Die GTDB führt als Abspaltungen Allorhizobium vitis_A, B, D, E, F.
Die Zuordnung vieler Spezies zur Gattung ist also noch umstritten. Weitgehende Einigkeit besteht aber bei der Typusart Allorhizobium undicola sowie Allorhizobium terrae und Allorhizobium vitis, mit Einschränkungen bei Allorhizobium sonneratiae [Allorhizobium sp023700755] und Allorhizobium ampelinum [Allorhizobium vitis_A].

## Etymologie
Der Gattungsname Allorhizobium ist abgeleitet von altgriechisch άλλος allos, deutsch ‚anders‘, ‚verschieden‘ und neulateinisch Rhizobium, einer verwandten, aber phylogenetisch anderen Bakteriengattung. Allorhizobium bedeutet daher eine von Rizobium verschiedene Bakteriengattung.